# Amathusia niasana
Amathusia niasana är en fjärilsart som beskrevs av Hans Fruhstorfer 1899. Amathusia niasana ingår i släktet Amathusia och familjen praktfjärilar. Inga underarter finns listade i Catalogue of Life.